# Zotsara Randriambololona
Zotsara Randriambololona est un footballeur international malgache né le 22 avril 1994 à Nice en France. Il évolue actuellement au FC Bălți au poste de milieu relayeur.

## Carrière

### En club
Il est le capitaine de l'équipe u19 de Sedan qui après avoir éliminé en demi finale le PSG de Coman ,Maignan,Ikoko,Ongenda... s'incline en finale de la coupe Gambardella au stade de France contre Bordeaux sur le score de 1 à 0.

### En sélection nationale
Il dispute son premier match avec les Barea le 14 juin 2015 face à la république démocratique du Congo lors des éliminatoires de la CAN 2015.

## Statistiques
| Saison                | Club                  | Championnat           | Championnat | Championnat | Coupe(s) nationale(s) | Coupe(s) nationale(s) | Compétition(s) continentale(s) | Compétition(s) continentale(s) | Compétition(s) continentale(s) | Total | Total |
| Saison                | Club                  | Division              | M.          | B.          | M.                    | B.                    | Comp.                          | M.                             | B.                             | M.    | B.    |
| 2012-2013             | CS Sedan Ardennes     | Ligue 2               | 0           | 0           | 0                     | 0                     | -                              | 0                              | 0                              | 0     | 0     |
| Sous-total            | Sous-total            | Sous-total            | 0           | 0           | 0                     | 0                     | -                              | 0                              | 0                              | 0     | 0     |
| 2013-2014             | AJ Auxerre            | Ligue 2               | 0           | 0           | 0                     | 0                     | -                              | 0                              | 0                              | 0     | 0     |
| Sous-total            | Sous-total            | Sous-total            | 0           | 0           | 0                     | 0                     | -                              | 0                              | 0                              | 0     | 0     |
| 2014-2015             | RE Virton             | Proximus League       | 9           | 0           | 0                     | 0                     | -                              | 0                              | 0                              | 9     | 0     |
| 2015-2016             | RE Virton             | Proximus League       | 31          | 3           | 0                     | 0                     | -                              | 0                              | 0                              | 31    | 3     |
| 2016-2017             | RE Virton             | Division 3            | 18          | 7           | 0                     | 0                     | -                              | 0                              | 0                              | 18    | 7     |
| Sous-total            | Sous-total            | Sous-total            | 58          | 10          | 0                     | 0                     | -                              | 0                              | 0                              | 58    | 10    |
| 2017-2018             | Royal Antwerp FC      | Division 1A           | 2           | 0           | 1                     | 0                     | -                              | 0                              | 0                              | 3     | 0     |
| 2017-2018             | KSV Roulers (prêt)    | Division 1B           | 1           | 0           | 0                     | 0                     | -                              | 0                              | 0                              | 1     | 0     |
| 2018-2019             | Royal Antwerp FC      | Division 1A           | 0           | 0           | 0                     | 0                     | -                              | 0                              | 0                              | 0     | 0     |
| Sous-total            | Sous-total            | Sous-total            | 3           | 0           | 1                     | 0                     | -                              | 0                              | 0                              | 4     | 0     |
| Total sur la carrière | Total sur la carrière | Total sur la carrière | 61          | 10          | 1                     | 0                     | -                              | 0                              | 0                              | 62    | 10    |